# Kirkby Pool
Der Kirkby Pool ist ein Wasserlauf im Lake District, Cumbria, England.
Der Kirkby Pool entsteht als Steers Pool und fließt zunächst in südwestlicher Richtung. Am Weiler Bridge End wechselt er den Namen zum Kirkby Pool und wechselt später seine Richtung auf Süden. Bei Kirkby-in-Furness mündet der Kirby Pool in den Mündungstrichter des River Duddon.
Der Duddon Mosses Site of Special Scientific Interest liegt westlich des Kirkby Pool und östlich des River Duddon.